# District d'Alfred Nzo
Le district municipal d'Alfred Nzo (Alfred Nzo District Municipality en anglais), est un district municipal d'Afrique du Sud, situé dans la partie occidentale de la province du Cap-Oriental.
Il est divisé en six municipalités locales et en zones de gestion (District Management Areas en anglais).
La capitale du district d'Alfred Nzo est Mount Ayliff. Les langues les plus communément parlées par les 801 344 habitants sont le xhosa, l’afrikaans et l’anglais.

## Municipalités locales
Le district regroupe les municipalités locales suivantes :
| Municipalité locale | Population | % de la population totale |
| ------------------- | ---------- | ------------------------- |
| Matatiele           | 203 843    | 25,44 %                   |
| Mbizana             | 281 905    | 35,18 %                   |
| Ntabankulu          | 123 976    | 15,47 %                   |
| Umzimvubu           | 191 620    | 23,91 %                   |

## Démographie
Voici les statistiques issues du recensement de 2001.
| Langue             | Population | %       |
| ------------------ | ---------- | ------- |
| Xhosa              | 673 519    | 84,58 % |
| Sotho du Sud       | 69 811     | 8,77 %  |
| Anglais            | 18 090     | 2,27 %  |
| Zoulou             | 9 954      | 1,25 %  |
| Langage des signes | 7 189      | 0,90 %  |
| Afrikaans          | 6 716      | 0,84 %  |
| Autres             | 4 595      | 0,58 %  |
| Sotho du Nord      | 2 275      | 0,29 %  |
| Ndebele            | 2 043      | 0,26 %  |
| Tswana             | 1 360      | 0,17 %  |
| Venda              | 358        | 0,04 %  |
| Tsonga             | 231        | 0,03 %  |
| Swati              | 187        | 0,02 %  |

### Sex-ratio
| Genre  | Population | %       |
| ------ | ---------- | ------- |
| Femmes | 434 857    | 54,27 % |
| Hommes | 366 488    | 45,73 % |

### Groupes ethniques

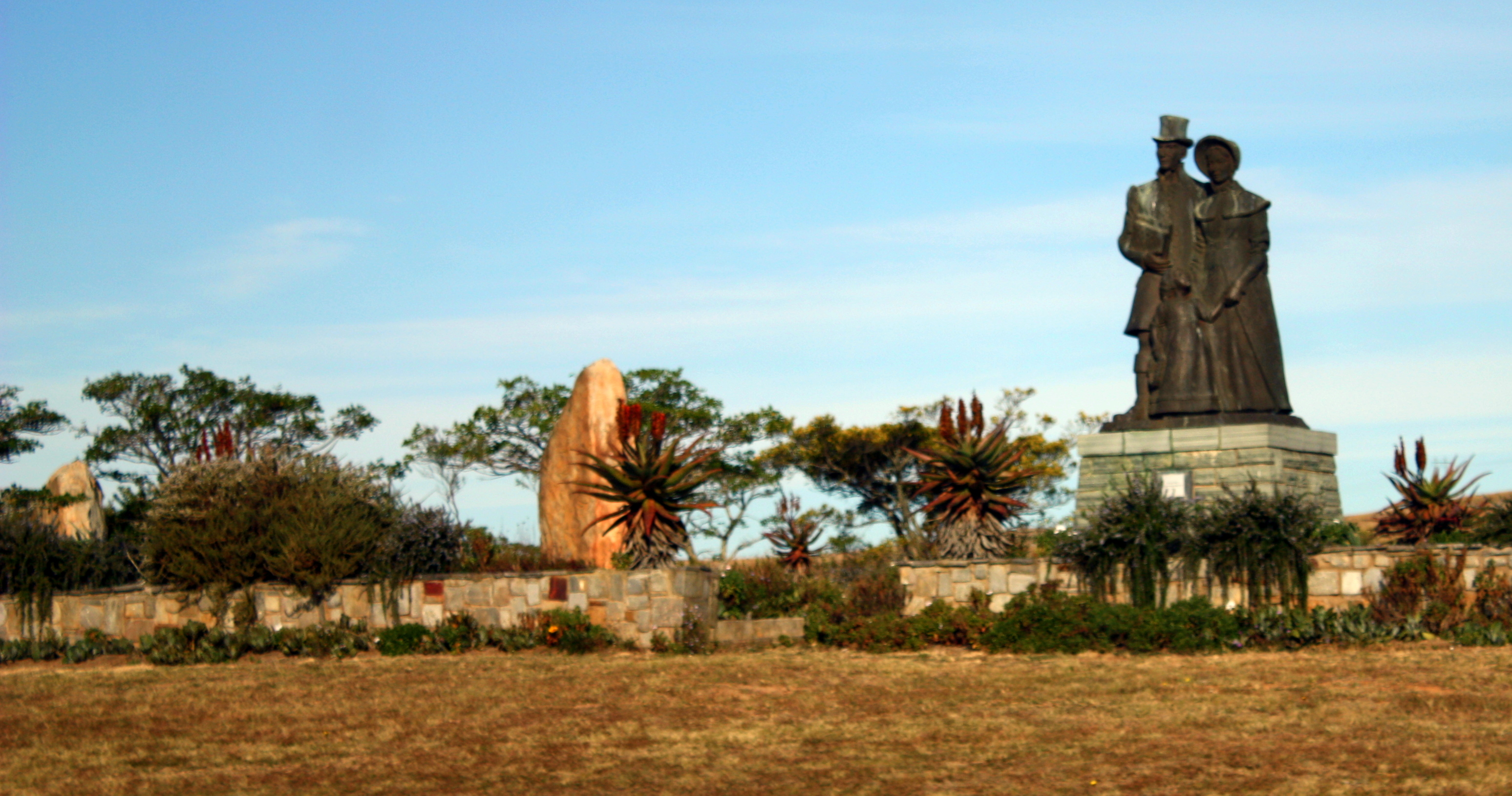
Monument aux colons britanniques de 1820 à Grahamstown, municipalité de Makana (1820 Settlers National Monument)

| Groupe ethnique  | Population | %       |
| ---------------- | ---------- | ------- |
| Noir             | 794 382    | 99,13 % |
| De couleur       | 3 307      | 0,41 %  |
| Blanc            | 1 898      | 0,24 %  |
| Indien/Asiatique | 1 132      | 0,14 %  |
| Autre            | 624        | 0,08 %  |

### Âge
| Age      | Population | %       |
| -------- | ---------- | ------- |
| 000–004  | 68 152     | 12,38 % |
| 005–009  | 85 022     | 15,45 % |
| 010–014  | 89 083     | 16,19 % |
| 015–019  | 73 875     | 13,42 % |
| 020–024  | 41 503     | 7,4 %   |
| 025–029  | 28 489     | 5,18 %  |
| 030–034  | 23 459     | 4,26 %  |
| 035–039  | 23 401     | 4,25 %  |
| 040–044  | 21 729     | 3,95 %  |
| 045–049  | 18 478     | 3,36 %  |
| 050–054  | 15 872     | 2,88 %  |
| 055–059  | 13 475     | 2,45 %  |
| 060–064  | 13 398     | 2,43 %  |
| 065–069  | 13 266     | 2,41 %  |
| 070–074  | 9 980      | 1,81 %  |
| 075–079  | 5 540      | 1,01 %  |
| 080–084  | 4 009      | 0,73 %  |
| 085–089  | 1 008      | 30,0 %  |
| 090–094  | 420        | 0,08 %  |
| 095–099  | 195        | 0,04 %  |
| 100 plus | 38         | 0,01 %  |